# Bziuki
Bziuki – wielkanocny zwyczaj przy kościele Matki Bożej Różańcowej w Koprzywnicy (w województwie świętokrzyskim), w czasie procesji rezurekcyjnej, która odbywa się po zakończeniu Wigilii Paschalnej. Pochodzenie zwyczaju jest nieznane. Najstarsze wzmianki o bziukaniu pochodzą z XIX wieku. Zwyczaj polega na tzw. „pluciu ogniem” lub „ognistym oddechu” – w czasie procesji rezurekcyjnej strażacy co pewien czas dmuchają z ust naftą na palącą się pochodnię, tworząc przy tym chmurę ognia sięgającą niekiedy 2 metrów wysokości. W 2021 roku bziuki wpisano na Krajową Listę Niematerialnego Dziedzictwa Kulturowego UNESCO.